# Козьма-Демьяновское сельское поселение
Козьма-Демьяновское се́льское поселе́ние — муниципальное образование в Должанском районе Орловской области Российской Федерации.
Административный центр — село Козьма-Демьяновское.

## История
Статус и границы сельского поселения установлены Законом Орловской области от 19 ноября 2004 года № 445-ОЗ «О статусе, границах и административных центрах муниципальных образований на территории Должанского района Орловской области».

## Население
| 2010 | 2012 | 2013 | 2014 | 2015 | 2016 | 2017 |
| ---- | ---- | ---- | ---- | ---- | ---- | ---- |
| 1017 | ↘975 | ↘938 | ↘909 | ↘893 | ↘871 | ↘860 |
| 2018 | 2019 | 2020 | 2021 | 2023 |      |      |
| ↘841 | ↘831 | ↘823 | ↘607 | ↘577 |      |      |

## Состав сельского поселения
| № | Населённый пункт    | Тип населённого пункта       | Население |
| - | ------------------- | ---------------------------- | --------- |
| 1 | Александровка       | деревня                      | ↘93       |
| 2 | Знаменское          | село                         | ↘277      |
| 3 | Калиновка           | деревня                      | ↘413      |
| 4 | Козьма-Демьяновское | село, административный центр | ↘220      |
| 5 | Короткий Колодезь   | деревня                      | 7         |
| 6 | Марковский          | посёлок                      | 0         |
| 7 | Обороновка          | посёлок                      | 7         |